# Parasia Fusconi
Parasia Fusconi (XII secolo – 1300 circa.) è stata una beata italiana.

## Biografia
È legata all'arcidiocesi di Spoleto-Norcia in Umbria, della stessa famiglia Fusconi di Norcia di cui si ricorda un'altra beata, Loreta, una monaca del XV secolo. Viene descritta nel libro di Ludovico Jacobilli intitolato Vite de' Santi e Beati dell'Umbria. La Chiesa cattolica la considera beata.